# Adenanthos sect. Adenanthos
Adenanthos sect. Adenanthos es una sección de plantas con flores Adenanthos (Proteaceae). Comprende 29 especies que suelen encontrarse en el suroeste de Australia Occidental, aunque dos especies se extienden hasta Australia Meridional y el oeste de Victoria.

## Descripción
Esta sección se caracteriza por tener flores en las que el perianto es recto, al menos al comienzo; los cuatro estambres son fértiles; y el extremo del estilo es estrecho, cónico o cilíndrico.

## Taxonomía
Esta sección fue descrita y publicada por primera vez por George Bentham en el quinto volumen de 1870 de su obra emblemática Flora Australiensis, bajo el nombre de Adenanthos sect. Stenolaema. Bentham enumeró varios caracteres de la especie, incluyendo el tubo periantial recto, la fertilidad de las cuatro anteras y el extremo de estilo estrecho. En el momento de la publicación contenía 12 especies.
Bentham no especificó una especie tipo para A. sect. Stenolaena, pero en la actualidad esto no supone un problema ya que la sección contiene la especie tipo del género A. obovatus y por lo tanto debe tener el mismo tipo; la sección fue formalmente lectotipificada de esta manera por Ernest Charles Nelson en 1978. Por la misma razón, las leyes modernas de la nomenclatura botánica exigen que la sección tome el nombre autóctono de Adenanthos sect. Adenanthos. Por esta razón, A. sect. Stenolaena es considerado ahora un sinónimo nomenclatural de A. sect. Adenanthos.
En 1978, Nelson publicó una revisión taxonómica exhaustiva de los Adenanthos. Retuvo a A. sect. Adenanthos, sin hacer ningún cambio en su circunscripción, excepto que para entonces había 29 especies asignables a ella. Además, dividió la sección en dos: la sección de A. subsect. Anaclastos y la sección de A. subsect. Adenanthos, pero posteriormente las descartó en su tratamiento de 1995 de Adenanthos para la serie de monografías Flora of Australia.
La ubicación y circunscripción de A. sect. Adenanthos en el Arreglo taxonómico de Nelson sobre Adenanthos puede resumirse a continuación:
Adenanthos
A. sect. Eurylaema (4 especies)
A. sect. Adenanthos
A. drummondii
A. dobagii
A. apiculatus
A. linearis
A. pungens (2 subespecies)
A. gracilipes
A. venosus
A. dobsonii
A. glabrescens (2 subespecies)
A. ellipticus
A. cuneatus
A. stictus
A. ileticos
A. forrestii
A. eyrei
A. cacomorphus
A. flavidiflorus
A. argyreus
A. macropodianus
A. terminalis
A. sericeus (2 subespecies)
A. × cunninghamii
A. oreophilus
A. cygnorum (2 subespecies)
A. meisneri
A. velutinus
A. filifolius
A. labillardierei
A. acanthophyllus

## Distribución y hábitat
27 de las 29 especies de esta sección son endémicas del suroeste de Australia Occidental. A. macropodianus es endémica de la Isla Canguro en Australia Meridional; y A. terminalis se extiende desde la Península de Eyre en Australia Meridional, de este a las partes occidentales de Victoria.